# Zakrzewo (Śrem)
Pour les articles homonymes, voir Zakrzewo.
Zakrzewo (prononciation : [zaˈkʂɛvɔ]) est un village polonais de la gmina de Książ Wielkopolski dans le powiat de Śrem de la voïvodie de Grande-Pologne dans le centre-ouest de la Pologne.
Il se situe à environ 2 kilomètres au nord de Książ Wielkopolski (siège de la gmina), à 15 kilomètres à l'est de Śrem (siège du powiat) et à 42 kilomètres au sud-est de Poznań (capitale régionale).

## Histoire
De 1975 à 1998, le village faisait partie du territoire de la voïvodie de Poznań.

Depuis 1999, Zakrzewo est situé dans la voïvodie de Grande-Pologne.